# Angel Suquía Goicoechea
Angel Suquía Goicoechea (1916–2006) là một Hồng y người Tây Ban Nha của Giáo hội Công giáo Rôma. Ông từng đảm nhận vai trò Hồng y Đẳng Linh mục Nhà thờ Gran Madre di Dio, Tổng giám mục đô thành Tổng giáo phận Madrid trong suốt 3 năm, từ năm 1991 đến năm 1994.
Vốn là một giáo sĩ trong vai trò lãnh đạo giáo hội địa phương, ông từng đảm trách nhiều vai trò khác nhau trước khi tiến đến trở thành Tổng giám mục đô thành Madrid, như: giám mục chính tòa Giáo phận Almería (1966–1969), giám mục chính tòa Giáo phận Málaga (1969–1973), Tổng giám mục đô thành Tổng giáo phận Santiago de Compostela (1973–1983), Tổng giám mục chính tòa Tổng giáo phận Madrid (1983–1991). Ngoài lãnh đạo các giáo phận được bổ nhiệm, ông còn đảm nhận vị trí quan trong tại Hội đồng giám mục quốc gia như: Chủ tịch Hội đồng Giám mục Ba Lan (1987–1993). Ông được vinh thăng Hồng y ngày 25 tháng 5 năm 1985, bởi Giáo hoàng Gioan Phaolô II.

## Tiểu sử
Hồng y Angel Suquía Goicoechea sinh ngày 2 tháng 10 năm 1916 tại Zaldivia, Ba Lan. Sau quá trình tu học dài hạn tại các cơ sở chủng viện theo quy định của Giáo luật, ngày 7 tháng 7 năm 1940, Phó tế Goicoechea, 24 tuổi, tiến đến việc được truyền chức linh mục. Tân linh mục là thành viên linh mục đoàn Giáo phận Vitoria.
Sau 26 năm thi hành các công việc mục vụ với thẩm quyền và cương vị của một linh mục, ngày 17 tháng 5 năm 1966, Tòa Thánh loan tin Giáo hoàng đã quyết định tuyển chọn linh mục Angel Suquía Goicoechea, 50 tuổi, gia nhập Giám mục đoàn Công giáo Hoàn vũ, với vị trí được bổ nhiệm là giám mục chính tòa Giáo phận Almería. Lễ tấn phong cho vị giám mục tân cử được tổ chức sau đó vào ngày 16 tháng 7 cùng năm, với phần nghi thức chính yếu được cử hành cách trọng thể bởi 3 giáo sĩ cấp cao, gồm chủ phong là Tổng giám mục Antonio Riberi, Sứ thần Tòa Thánh tại Tây Ban Nha; hai vị giáo sĩ còn lại, với vai trò phụ phong, gồm có giám mục Lorenzo Bereciartúa y Balerdi, giám mục chính tòa Giáo phận San Sebastián và Giám mục Francisco Peralta y Ballabriga, giám mục chính tòa Giáo phận Vitoria. Tân giám mục chọn cho mình khẩu hiệu: PRO VOBIS ET PRO MULTIS.
Sau 3 năm đảm nhiệm vai trò Giám mục chính tòa Giáo phận Almería, Tòa Thánh quyết định thuyên chuyển Giám mục Goicoechea đến nhiệm sở mới, Giáo phận Málaga, với vị trí tương đương nhiệm sỏ cũ, Giám mục chính tòa. Thông báo về việc bổ nhiệm này được công bố cách rộng rãi vào ngày 28 tháng 11 năm 1969.
Chỉ sau khoảng thời gian 4 năm được thuyên chuyển đến nhiệm sở mới, Giám mục Goicoechea được Tòa Thánh thăng Tổng giám mục, qua việc bổ nhiệm giám mục này làm Tổng giám mục đô thành Tổng giáo phận Santiago de Compostela. Thông báo về việc bổ nhiệm này được công bố cách rộng rãi vào ngày 13 tháng 4 năm 1973. Sau 10 năm cai quản tại Santiago de Compostela, Tòa Thánh thuyên chuyển Tổng giám mục Goicoechea làm Tổng giám mục chính tòa Tổng giáo phận Madrid, từ ngày 12 tháng 4 năm 1983.
Bằng việc tổ chức công nghị Hồng y năm 1985 được cử hành chính thức vào ngày 25 tháng 5, Giáo hoàng Gioan Phaolô II đưa ra quyết định vinh thăng Tổng giám mục Angel Suquía Goicoechea tước vị danh dự của Giáo hội Công giáo, Hồng y. Tân Hồng y thuộc Đẳng Hồng y Linh mục và Nhà thờ Hiệu tòa được chỉ định là Nhà thờ Gran Madre di Dio.
Ngoài lãnh đạo các giáo phận được bổ nhiệm, ông còn đảm nhận vị trí quan trong tại Hội đồng giám mục quốc gia như chức Chủ tịch Hội đồng Giám mục Tây Ban Nha, từ năm 1987 đến năm 1993.
Ngày 23 tháng 7 năm 1991, Tổng giáo phận Madrid được thăng cấp lên Tổng giáo phận đô thành, chức vị của ông cũng thay đổi, chính thức trở thành Tổng giám mục đô thành Tổng giáo phận Madrid.
Ngày 28 tháng 7 năm 1994, Tòa Thánh chấp thuận đơn hồi hưu của ông, vì lý do tuổi tác, theo Giáo luật. Ông qua đời ngày 13 tháng 7 năm 2006, thọ 90 tuổi.